# Paracentrobia tenuinervis
Paracentrobia tenuinervis är en stekelart som först beskrevs av Maksymilian Nowicki 1940.  Paracentrobia tenuinervis ingår i släktet Paracentrobia och familjen hårstrimsteklar. Inga underarter finns listade i Catalogue of Life.